# Науки о Земле (книжная серия)
«Науки о Земле» («Науки о Земле: Фундаментальные труды зарубежных учёных по геологии, геофизике и геохимии»; 1967 — 1984) — советская книжная серия издательства «Мир», выпускавшая переводные фундаментальные монографии ведущих зарубежных учёных-геологов. Издавалась с 1967 по 1984 год, в общей сложности было выпущено 87 томов. Тематически серия охватила практически все разделы геологии: геохимию, кристаллографию, минералогию, петрологию, литологию, океанологию и морскую геологию, геотектонику, глубинную геологию, региональную геологию, историческую геологию, палеонтологию, геологию четвертичных отложений, гидрогеологию, геологию полезных ископаемых, инженерную геологию, геофизику, математическую геологию.

## Состав серии

### 1967
- 1. Брэгг У. Л., Кларингбулл Г. Ф. Кристаллическая структура минералов / Пер. с англ. В. Дриц, Н. Органовой. — М.: «Мир», 1967. — 390 с.
- 2. Природа метаморфизма [ Сб. ] = Controls of metamoephism / Под. ред. У. С. Питчера и Г. У. Флинна; пер. с англ. П. П. Смолина; ред. наст. изд. В. П. Петров. — М.: «Мир», 1967. — 376 с.
- 3. Обуэн Ж. Геосинклинали: Проблемы происхождения и развития = Developments in geotectonics 1: Geosynclines / Пер. с англ. Н. А. Титовой; под ред. В. И. Хаина. — М.: «Мир», 1967. — 303 с.
- 4. Гансер А. Геология Гималаев. — М.: «Мир», 1967. — 352 с.

### 1968
- 5. Гаррелс Р. М., Крайст Ч. Л. Растворы, минералы, равновесия. — М.: «Мир», 1968. — 368 с.
- 6. Нэйрн А. Э. М. Проблемы палеоклиматологии. — М.: «Мир», 1968. — 448 с.
- 7. Докембрий Канады, Гренландии, Британских островов и Шпицбергена [ Сб. ] / Под ред. К. Ранкама. — М.: «Мир», 1968. — 384 с.
- 8. Петрология верхней мантии [ Сб. ]. — М.: «Мир», 1968. — 286 с.
- 9. Геологическое развитие Японских островов [ Сб. ] / Под ред. М. Масао. — М.: «Мир», 1968. — 720 с.
- 10. Четвертичный период в США. [ Сб. ]. — Т. 1 / Под ред. Г. Райта, Д. Фрея. — М.: «Мир», 1968. — 696 с.
- 11. Штилле Г. Ассинтская тектоника в геологическом лике Земли = Die assyntische Tektonik im geologischen Erdbild / Пер. с нем. Г. И. Денисовой, Ю. Я. Ретеюма; под ред. В. Е. Хаина, А. А. Богданова. — М.: «Мир», 1968. — 256 с.
- 12. Матерон Ж. Основы прикладной геостатистики = Trailé de geostatistique appliqué / Пер. с фр. Ю. В. Рощина; под ред. Д. Я. Суражского, А. М. Марголина. — М.: «Мир», 1968. — 408 с.
- 13. Не был выпущен.

### 1969
- 14. Четвертичный период в США [ Сб. ]. — Т. 2 / Под. ред Г. Райта, Д. Фрея. — М.: «Мир», 1969. — 696 с.
- 15. Верма А., Кришна П. Полиморфизм и политипизм в кристаллах. — М.: «Мир», 1969. — 276 с.
- 16. де Уист Р. Гидрогеология с основами гидрологии суши. — Т. 1. — М.: «Мир», 1969.
- 17. Крамбейн У., Грейбилл Ф. Статистические модели в геологии = An introduction to statistical models in geology / Пер. с англ. Д. А. Родионова; под ред. Ю. В. Прохорова. — М.: «Мир», 1969. — 398 с.
- 18. Геология и геофизика морского дна: Труды симпозиума [ Сб. ] / Под ред. У. Уайттард, Р. Брэдшоу. — М.: «Мир», 1969. — 378 с.
- 19. Карбонатиты [ Сб. ] / Под ред. О. Таттла, Дж. Гиттинса. — М.: «Мир», 1969. — 486 с.
- 20. Гогель Ж. Основы тектоники. — М.: «Мир», 1969. — 440 с.
- 21. Справочник физических констант горных пород [ Сб. ] = Handbook oh Physical Constants / Под ред. С. Кларка; пер. с англ. Л. В. Бершовой, Л. И. Звягинцева, Т. А. Осиповой, А. А. Пэка, Н. Д. Рябчикова, Э. А. Тонковой; ред. наст. изд.: Д. Г. Афанасьев, Б. П. Беликов, М. П. Воларович. — М.: «Мир», 1969. — 544 с.

### 1970
- 22. Леворсен А. И. Геология нефти и газа. — М.: «Мир», 1970. — 640 с.
- 23. Браун Д., Кэмпбелл К., Крук К. Геологическое развитие Австралии и Новой Зеландии. — М.: «Мир», 1970. — 348 с.
- 24. Система рифтов земли / Под ред. Л. Кнопова; ред. наст. изд.: А. Н. Беляевский. — М.: «Мир», 1970. — 280 с.
- 25. Окраины континентов и островные дуги: Труды симпозиума [ Сб. ] / Отв. ред. Пул У. Х.. — М.: «Мир», 1970. — 368 с.
- 26. Уэйджер Л., Браун Г. Расслоённые изверженные породы = Layered Igneous Rocks / Пер. с англ. Н. П. Смолина, В. И. Финько; под ред. В. И. Нетрова. — М.: «Мир», 1970. — 552 с.
- 27. Геохимия гидротермальных рудных месторождений [ Сб. ] / Под ред. Х. Л. Барнса, Г. К. Чаманский. — М.: «Мир», 1970. — 544 с.
- 28. Карбонатные породы [ Сб. ]. — Т. 1: Генезис, распространение, классификация / Под ред. Дж. Чилинграра. — М.: «Мир», 1970. — 396 с.
- 29. Дэвис С., де Уист Р. Гидрогеология. — Т. II / Пер. с англ. В. А. Иванова; под ред. В. Н. Кунина, В. С. Зенцена. — М.: «Мир», 1970. — 255 с.

### 1971
- 30. Карбонатные породы [ Сб. ]. — Т. 2: Физико-химическая характеристика и методы исследования / Под ред. Дж. Чилингара. — М.: «Мир», 1971. — 268 с.
- 31. Фурмарье П. Проблемы дрейфа континентов. — М.: «Мир», 1971. — 256 с.
- 32. Педро Ж. Экспериментальные исследования геохимического выветривания кристаллических пород. — М.: «Мир», 1971. — 252 с.
- 33. Геология и геохимия рудных месторождений: Труды XXIII Международного геологического конгресса / Под ред. В. В. Щербины. — М.: «Мир», 1971. — 272 с.
- 34. Менерт К. Мигматиты и происхождение гранитов. — М.: «Мир», 1971. — 328 с.
- 35. Гриффитс Дж. Научные методы исследования осадочных пород = Scientific Method in Analysis of Sediments / Пер. с англ. Е. А. Еганова, А. В. Ильина, Г. И. Ратниковой; под ред. Д. А. Родионова. — М.: «Мир», 1971. — 422 с.
- 36. Диагенез и катагенез осадочных образований / Под ред. Г. Ларсена. — М.: «Мир», 1971. — 464 с.
- 37. Физика минералов [ Сб. ]. — М.: «Мир», 1971. — 232 с.
- 38. Мюллер Л. Инженерная геология: Механика скального массива. — М.: «Мир», 1971. — 256 с.
- 39. Дафф П., Халлам А., Уолтон Э. Цикличность осадконакопления. — М.: «Мир», 1971. — 284 с.
- 40. Костов И. Минералогия = Mineralogy / Пер. с англ. Г. И. Бочаровой, В. В. Герасимовского, М. С. Сахаровой; под ред. В. И. Смирнова. — М.: «Мир», 1971. — 584 с.
- 41. Бэр Я., Заславски Д., Ирмей С. Физико-математические основы фильтрации воды = Physical principles of water percolation and seepage / Пер. с англ. В. В. Данилова, А. А. Шарбатяна; под ред. В. Н. Кунина, при уч. Ф. М. Бочевера. — М.: «Мир», 1971. — 452 с.

### 1972
- 42. Рудные месторождения США [ Сб. ]. — Т. 1 / Под ред. Дж. Риджа. — М.: «Мир», 1972. — 660 с.
- 43. Земная кора и верхняя мантия [ Сб. ] = The Earth's Crust and Upper Mantle / Под ред. П. Харта; пер. с англ М. Е. Артемьева, В. Я. Барласа, И. В. Кирилловой, Ю. Г. Леонова, А. Я. Салтыковского, М. Н. Флеровой; ред. наст. изд. Е. В. Артюшков, В. И. Бунэ, Е. Н. Люстих, Ю. М. Шейнманн. — М.: «Мир», 1972. — 640 с.
- 44. Беннисон Дж., Райт А. Геологическая история Британских островов. — М.: «Мир», 1972. — 320 с.
- 45. Бейли Б. Введение в петрологию. — М.: «Мир», 1972. — 280 с.
- 46. Руттен М. Г. Геология Западной Европы = The Geology of Western Europe. — М.: «Мир», 1972. — 446 с.
- 47. Хорн Р. А. Морская химия (структура воды и химия гидросферы) = Marine Chemistry: The Structure of Water and the Chemistry ot the Hydrosphere / Пер. с англ. Ю. П. Алешко-Ожевского; под ред. А. М. Блоха. — М.: «Мир», 1972. — 400 с.
- 48. Ньюолл Дж., Раст Н. Механизм интрузий магмы = Mechanism of Igneous Intrusion / Пер. с англ. П. П. Смолина, И. М. Сперанской; под ред. В. П. Петрова. — М.: «Мир», 1972. — 316 с.

### 1973
- 49. Геология гигантских месторождений нефти и газа [ Сб. ] = Geology of Giant Petroleum Fields / Под ред. М. Хэлбути; пер. с англ. И. П. Лаврушко, Ю. Г. Такаева; ред. наст. изд.: С. П. Максимов. — М.: «Мир», 1973. — 440 с.
- 50. Рудные месторождения США [ Сб. ]. — Т. 2 / Под ред. Дж. Риджа. — М.: «Мир», 1973. — 636 с.
- 51. Каммел Б., Рауп Д. Методика палеонтологических исследований [ Сб. ] = Handbook of paleontological techniques / Под ред. Б. Каммела, Д. Раула; пер. с англ. В. З. Махлина; под ред. Д. П. Найдина. — М.: «Мир», 1973. — 392 с.
- 52. Тектоника Африки [ Сб. ] / Под ред. Ю. Шуберта, А. Фор-Мюре; ред. наст. изд.: В. Е. Хаин. — М.: «Мир», 1973. — 541 с.
- 53. Петрология изверженных и метаморфических пород дна океана [ Сб. ] / Под ред. Э. Булларда, Дж. Канна, Д. Мэтьюза; ред. наст. изд.: А. А. Беус. — М.: «Мир», 1973. — 262 с.
- 54. Вулканизм и рудообразование [ Сб. ] / Под ред. Т. Тацуми. — М.: «Мир», 1973. — 254 с.
- 55. Геохимические поиски [ Сб. ] / Под ред. Р. Бойла. — М.: «Мир», 1973. — 328 с.

### 1974
- 56. Современное гидротермальное рудоотложение [ Сб. ] / Под ред. Э. Дегенса, Д. Росса. — М.: «Мир», 1974. — 280 с.
- 57. Харбух Дж., Бонем-Картер Г. Моделирование на ЭВМ в геологии. — М.: «Мир», 1974. — 319 с.
- 58. Гаррелс Р., Маккензи Ф. Эволюция осадочных пород. — М.: «Мир», 1974. — 272 с.

### 1975
- 59. Галопен Р., Генри Н. Исследование непрозрачных минералов под микроскопом. — М.: «Мир», 1975. — 364 с.
- 60. Природа твердой земли [ Сб. ] = The Nature of the Solid Earth / Под ред. Ю. Робертсона; пер. с англ. Ю. П. Алешко-Ожевского, В. Я. Барласа; ред. наст. изд.: А. А. Беус, В. И. Кейлис-Борока. — М.: «Мир», 1975. — 276 с.
- 61. Джегер Ч. Механика горных пород и инженерные сооружения. — М.: «Мир», 1975. — 255 с.
- 62. Кейлис-Борок В. И., Ритсема А. Верхняя мантия. — М.: «Мир», 1975. — 310 с.
- 63. Григорьев В. М. Докембрийские железорудные формации мира. — М.: «Мир», 1975. — 370 с.
- 64. Макдональд Г. А. Вулканы. — М.: «Мир», 1975. — 431 с.

### 1976
- 65. Щелочные породы [ Сб. ] = The Alkaline Rocks / Под ред. Х. Серенсена. — М.: «Мир», 1976. — 400 с.
- 66. Де Джонг К. А., Шолтен Р. Сила тяжести и тектоника. — М.: «Мир», 1976. — 504 с.
- 67. Петтиджон Ф. Дж., Поттер П., Сивер Р. Пески и песчаники. — М.: «Мир», 1976. — 535 с.

### 1977
- 68. Ле Пишон К., Франшто Ж., Боннин Ж. Тектоника плит. — М.: «Мир», 1977. — 288 с.
- 69. Спенсер А. Мезозойско-кайнозойские складчатые пояса: материалы по сравнительной тектонике. — Т. 1: Альпийско-Гималайские складчатые области. — М.: «Мир», 1977. — 453 с.
- 70. Спенсер А. Мезозойско-кайнозойские складчатые пояса: материалы по сравнительной тектонике. — Т. 2: Циркумтихоокеанские и Карибские складчатые области и Шпицберген. — М.: «Мир», 1977. — 478 с.

### 1978
- 71. Берк К., Дрейк Ч. Геология континентальных окраин. Том 1. — М.: «Мир», 1978. — 356 с.
- 72. Берк К., Дрейк Ч. Геология континентальных окраин. Том 2. — М.: «Мир», 1978. — 372 с.

### 1979
- 73. Берк К., Дрейк Ч. Геология континентальных окраин. Том 3. — М.: «Мир», 1979. — 402 с.
- 74. Электронная микроскопия в минералогии [ Сб. ] = Electron Microscopy in Mineralogy / Под ред. Г.-Р. Венка; пер. с англ. Л. Н. Демьянец, Н. Д. Захарова, Н. Р. Хисиной, М. Б. Шермана; ред. наст. изд.: Б. Б. Звягин. — М.: «Мир», 1979. — 543 с. — 4100 экз.
- 75. Буко А. Эволюция и темпы вымирания. — М.: «Мир», 1979. — 318 с.

### 1980
- 76. Ранняя история Земли [ Сб. ] / Под ред. Б. Уиндли. — М.: «Мир», 1980. — 620 с.
- 77. Мюллер Р., Саксен С. Химическая петрология. — М.: «Мир», 1980. — 517 с.
- 78. К. Найт. Полезные ископаемые Австралии и Папуа Новой Гвинеи. — Т. 1. — М.: «Мир», 1980. — 658 с. — 2560 экз.

- 79. К. Найт. Полезные ископаемые Австралии и Папуа Новой Гвинеи. — Т. 2. — М.: «Мир», 1980. — 702 с.

### 1981
- 80. Бардошши Д. Карстовые бокситы. — М.: «Мир», 1981. — 456 с.
- 81. Тиссо Б., Вельте Д. Образование и распространение нефти = Petroleum Formation and Occurrence / Пер. с англ. А. И. Конюхова, Г. В. Семерниковой, В. В. Чернышёва; под ред. Н. Б. Вассоевича, Р. Б. Сейфуль-Мулюкова. — М.: «Мир», 1981. — 503 с. — 2600 экз.
- 82. Континентальные рифты [ Сб. ]. — М.: «Мир», 1981. — 486 с.

### 1982
- 83. Барнс Х. Л., Скиннер Б. Д. Геохимия гидротермальных рудных месторождений. — 2-е изд. — М.: «Мир», 1982. — 622 с. — 1994 экз.
- 84. Тепловое поле Европы [ Сб. ] / Под ред. В. Черма, Л. Рибаха. — М.: «Мир», 1982. — 388 с.

### 1983
- 85. Конди К. Архейские зеленокаменные пояса. — М.: «Мир», 1983. — 390 с.
- 86. Трондьемиты, дациты и связанные с ними породы [ Сб. ]. — М.: «Мир», 1983. — 488 с.

### 1984
- 87. Скиннер Б. Генезис рудных месторождений. — Т. 1. — М.: «Мир», 1984. — 534 с.
- 88. Скиннер Б. Генезис рудных месторождений. — Т. 2. — М.: «Мир», 1984. — 405 с. — 1750 экз.